# Elisabethiella stueckenbergi
Elisabethiella stueckenbergi är en stekelart som först beskrevs av Grandi 1955.  Elisabethiella stueckenbergi ingår i släktet Elisabethiella och familjen fikonsteklar. Inga underarter finns listade i Catalogue of Life.